# Habralictus
Habralictus is een geslacht van vliesvleugelige insecten van de familie Halictidae.

## Soorten
- H. agraptes (Vachal, 1904)
- H. banghaasi (Schrottky, 1910)
- H. beatissimus (Cockerell, 1901)
- H. bimaculatus Michener, 1979
- H. callichroma (Cockerell, 1901)
- H. canaliculatus Moure, 1941
- H. crassipes (Moure, 1941)
- H. chlorobaptus Moure, 1941
- H. ephelix (Vachal, 1904)
- H. flavopictus Moure, 1941
- H. grammodes (Vachal, 1904)
- H. insularis (Smith-Pardo, 2009)
- H. ligeus (Schrottky, 1910)
- H. macrospilophorus Moure, 1941
- H. manto (Schrottky, 1910)
- H. mapiriensis (Schrottky, 1910)
- H. metallicus (Friese, 1917)
- H. orites Moure, 1941

- H. phacodes (Vachal, 1904)
- H. tradux (Vachal, 1904)
- H. trinax (Vachal, 1904)
- H. xanthinus (Cockerell, 1918)
- H. xanthogastris (Vachal, 1911)